# Stogowo (pasmo)
Stogowo (maced. Стогово) – pasmo górskie na Półwyspie Bałkańskim, w zachodniej części Macedonii Północnej. Od zachodu ogranicza je rzeka Czarny Drin, za którą znajduje się pasmo Jabłanica, a od północy łączy się z pasmem Bistra. Od wschodu ograniczone jest dolinami rzek: Sateski i Zajaski, za którymi leżą pasma Ilinska Płanina i Płakenska Płanina. Na południu łączy się z masywem Karaorman, który bywa zaliczany do pasma Stogowo.  
Najwyższym szczytem jest Gołem Rid (2273 m). Inne ważne szczyty to: Babin Srt (2243 m), Stogowo (2218 m) i Kanesz (2216 m). 
Największym miastem w pobliżu jest Debar. 

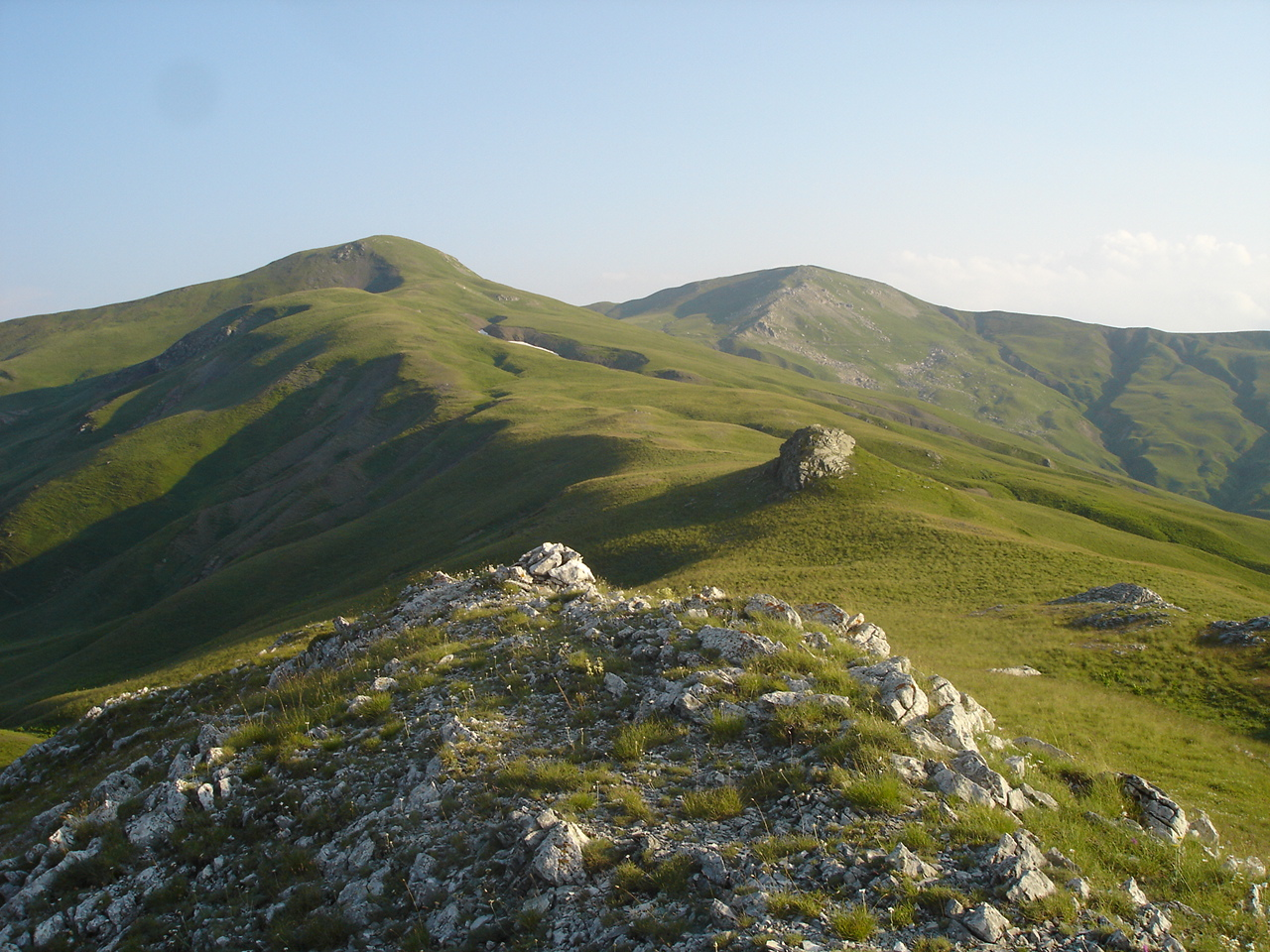
Babin Srt